# Spira Grujić
Spira Grujić (cyr.: Спиpa Гpуjић, ur. 7 grudnia 1971 w Prisztinie) – serbski piłkarz występujący na pozycji obrońcy. Reprezentant Jugosławii.

## Kariera klubowa
Grujić karierę rozpoczynał w 1991 roku w zespole Radnički Nisz. Jego barwy reprezentował przez cztery sezony, a potem przeszedł do belgijskiego RWD Molenbeek. W sezonie 1995/1996 zajął z nim 4. miejsce w pierwszej lidze belgijskiej. Graczem Molenbeek był przez dwa sezony. W 1997 roku odszedł do innego pierwszoligowca, Anderlechtu. Tam spędził sezon 1997/1998.
W 1998 roku Grujić przeszedł do holenderskiego FC Twente. W Eredivisie zadebiutował 16 grudnia 1998 w przegranym 0:2 meczu z Rodą Kerkrade. W sezonie 2000/2001 zdobył z zespołem Puchar Holandii. W sezonie 2003/2004 ponownie dotarł do finału tych rozgrywek, jednak wówczas Twente został pokonane przez FC Utrecht. W Twente Grujić spędził sześć sezonów.
W 2004 roku odszedł do ADO Den Haag, również grającego w Eredivisie. Po dwóch sezonach przeniósł się stamtąd do serbskiego FK Rad, grającego w drugiej lidze. W 2007 roku zakończył tam karierę.

## Kariera reprezentacyjna
W reprezentacji Jugosławii Grujić wystąpił jeden raz, 16 sierpnia 2000 w wygranym 2:1 towarzyskim meczu z Irlandią Północną.